# Ruth-Aaron-Zahlen
Als Ruth-Aaron-Zahlen bezeichnet man ein Paar aufeinanderfolgender natürlicher Zahlen, deren Primfaktoren die gleiche Summe haben. Es gibt zwei unterschiedliche Definitionen, die sich darin unterscheiden, ob mehrfach vorkommende Primfaktoren entsprechend ihrer Vielfachheit gezählt werden oder nicht.
Ruth-Aaron-Zahlen sind benannt nach den US-amerikanischen Baseball-Legenden Babe Ruth und Hank Aaron. Babe Ruth erzielte in seiner Laufbahn 714 Home Runs und stellte damit einen Rekord auf, der erst 1974 – 39 Jahre später – von Hank Aaron gebrochen wurde. Bei der Untersuchung des Zahlenpaares 714/715 stellte sich heraus, dass deren Produkt gleich dem Produkt der ersten sieben Primzahlen ist: 
{\displaystyle 714\cdot 715=2\cdot 3\cdot 5\cdot 7\cdot 11\cdot 13\cdot 17}
Zudem ist die Summe der Primfaktoren von 714 gleich der Summe der Primfaktoren von 715:
{\displaystyle 714=2\cdot 3\cdot 7\cdot 17}
{\displaystyle 715=5\cdot 11\cdot 13}
{\displaystyle 2+3+7+17=5+11+13}